# Charlamovova divize
Tato divize KHL byla vytvořena v roce 2008 jako součást inaugurace ligy. Je to jedna ze 4 divizí a části východní konference od druhé sezóny KHL, kdy byly stanoveny konference. Divize byla pojmenována po  Valeriji Charlamovovi.

## Vítězové divizí
- Kontinentální hokejová liga 2008/2009:  Lokomotiv Jaroslavl
- Kontinentální hokejová liga 2009/2010:  Metallurg Magnitogorsk
- Kontinentální hokejová liga 2010/2011:  Ak Bars Kazaň
- Kontinentální hokejová liga 2011/2012:  Traktor Čeljabinsk
- Kontinentální hokejová liga 2012/2013:  Ak Bars Kazaň
- Kontinentální hokejová liga 2013/2014:  Metallurg Magnitogorsk
- Kontinentální hokejová liga 2014/2015:  Ak Bars Kazaň
- Kontinentální hokejová liga 2015/2016:  Metallurg Magnitogorsk
- Kontinentální hokejová liga 2016/2017:  Metallurg Magnitogorsk
- Kontinentální hokejová liga 2017/2018:  Ak Bars Kazaň
- Kontinentální hokejová liga 2018/2019:  Avtomobilist Jekatěrinburg
- Kontinentální hokejová liga 2019/2020:  Ak Bars Kazaň
- Kontinentální hokejová liga 2020/2021:  Ak Bars Kazaň
- Kontinentální hokejová liga 2021/2022:  Metallurg Magnitogorsk
- Kontinentální hokejová liga 2022/2023:  Ak Bars Kazaň
- Kontinentální hokejová liga 2023/2024:  Metallurg Magnitogorsk
- Kontinentální hokejová liga 2024/2025:

## Počet titulů v Charlamovové divizi
| Tým                        | Počet | Roky                                                                        |
| -------------------------- | ----- | --------------------------------------------------------------------------- |
| Ak Bars Kazaň              | 7     | 2010/2011, 2012/2013, 2014/2015, 2017/2018, 2019/2020, 2020/2021, 2022/2023 |
| Metallurg Magnitogorsk     | 6     | 2009/2010, 2013/2014, 2015/2016, 2016/2017, 2021/2022, 2023/2024            |
| Traktor Čeljabinsk         | 1     | 2011/2012                                                                   |
| Lokomotiv Jaroslavl        | 1     | 2008/2009                                                                   |
| Avtomobilist Jekatěrinburg | 1     | 2018/2019                                                                   |